# Hásságy
Hásságy là một thị trấn thuộc hạt Baranya, Hungary. Thị trấn này có diện tích 8 km², dân số năm 2010 là 259 người, mật độ 32 người/km².